# BankIt
BankIt és una eina d'enviament de seqüències basada en web. S'utilitza per enviar dades de seqüències a GenBank. Serveix per a enviar:
- Una sola seqüència
- Unes quantes seqüències no relacionades o unes quantes seqüències amb diferent informció font i característiques
- Un petit lot de seqüències amb un nombre reduït de funcions o informació font
- Un gran conjunt de seqüències amb un nombre reduït de les mateixes característiques / informació font

## Informació requerida
Per completar l'enviament d'una seqüència BankIt, el programa demanarà:
- Informació de contacte de la persona que realitza l'enviament
- Els noms dels autors de la seqüència
- Informació de referència
- Seqüència de nucleòtids i informació general sobre la seqüència
- El títol del document previst o publicat que descriu la seqüència
- Categoria d'enviament. Si va ser creat partir de dades existents o va ser directament seqüenciat.
- Informació de font. Informació sobre d'on es va aïllar la seqüència.
- Encebadors de la PCR (opcionals)
- Informació de funcions. Consisteix en anotar les parts de la seqüència que tenen una funció específica: exó, intró, gen, regió de codificació, ARN funcional, etc. Un cop s'hagi introduït tota la informació d'enviament, es mostrarà l'esborrany del fitxer, el qual podrà ser retocat o modificat amb dades addicionals, i finalment s'enviarà.